# 小鵝女雕像

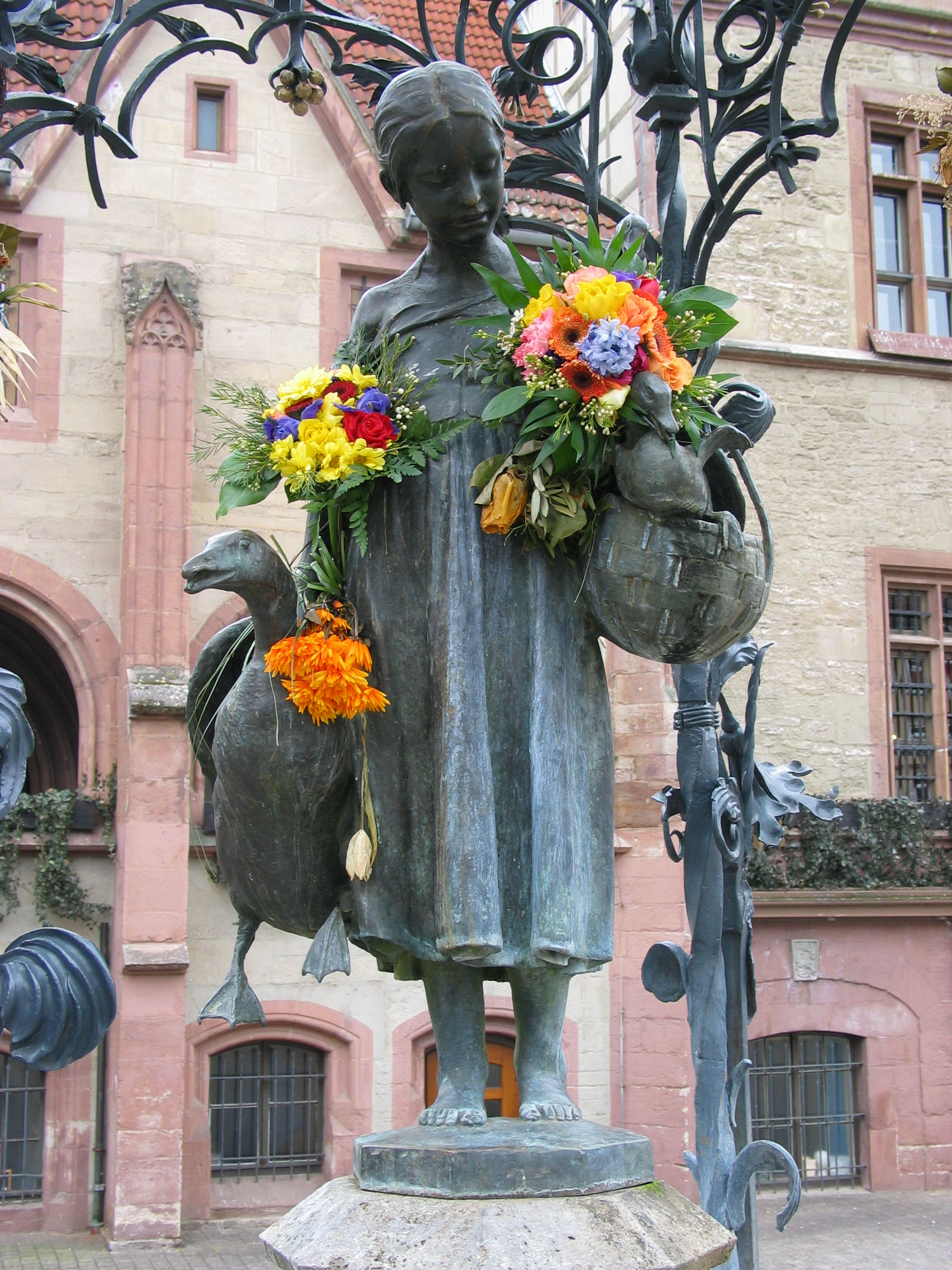
小鵝女雕像

小鵝女雕像（德語：Gänseliesel）是德國哥廷根中世紀市政廳前的一座雕像與噴泉，建於1901年。雖然噴泉規模很小，但它是這座城市最著名的地標。如今，它已成為畢業慶祝活動的重要組成部分，每個在哥廷根大學完成博士學位的學生都會噴泉並親吻鵝女雕像。